# عبيد في التجنيد (مسرحية)
عبيد في التجنيد، مسرحية كويتية عرضت على مسرح سينما السالميه بالكويت من إنتاج مسرح السلام عام 1993، تأليف: عبد العزيز المسلم، إخراج:عبد الرحمن المسلم.

## ملخص المسرحية
مسرحية اجتماعية كوميدية تلقي الضوء على التجنيد في الكويت في وقت عرض المسرحية، تتحدث عن بطل الشخصية (عبيد أو عبد الله) والقبض عليه لإدخاله إلى التجنيد، مواقف كوميدية ومضحكة وأخرى درامية تتحدث عن حال التجنيد والمجندين بشكل كوميدي، وعن تحرير دولة الكويت في عاصفة الصحراء.

## البطولة
حياة الفهد، محمد السريع، خالد العبيد، مريم الغضبان، عبد الرحمن العقل، عبد العزيز المسلم، عبد الناصر درويش،عبد الرزاق خلف، فيصل بوغازي

## حقائق
موضوع المسرحية كان جريئاً جداً في وقت عرضها لأنه يخص السلك العسكري ويعرض سلبيات وإيجابيات التجنيد. وقد كان افتتاح المسرحية بحضور وزير الدفاع آنذاك الشيخ علي صباح السالم الصباح.
وكانت المسرحية تعتبر أضخم إنتاج لمسرح السلام في تلك الفترة، وكان فيها أول خدعة مسرحية تتمثل في هبوط طائرة هليكوبتر على خشبة المسرح، وعرضت لمدة ثلاثة شهور، وتم تغير اسم المسرحية من (إلى أين المسير) إلى (عبيد في التجنيد).
جسد عبد العزيز المسلم في هذه المسرحية دور اعبيد الذي وجب عليه التجنيد الإلزامي، وقد أحدثت هذه المسرحية عند عرضها لأول مرة جلبة وبلبلة كبيرتين في الرأي العام الكويتي انتهت بإلغاء مجلس الأمة للتجنيد الإلزامي والخدمة العسكرية الإجبارية في الكويت.
| سبقه مسرحية عاصفة الصحراء | أعمال مسرح السلام 1993 | تبعه خمسة وخميسة |